# Horst W. Herke
Horst W. Herke (* 2. Dezember 1931 in Mainz; † 23. Oktober 2022 ebenda) war ein deutscher Industriemanager. Er war von 1986 bis 1989 Vorstandsvorsitzender der Adam Opel AG.

## Ausbildung
Nach seiner Schulausbildung absolvierte er ein Volkswirtschaftsstudium in Mainz mit abschließender Promotion zum Dr. rer. pol.
Im Jahr 1958 stieg er in die Adam Opel AG in Rüsselsheim ein und übernahm ein Jahr später die Leitung der finanzwirtschaftlichen Abteilung. Zwei Jahre war er im Finanzstab der Muttergesellschaft General Motors in New York tätig, bevor er im April 1976 Assistent des Vorstandsvorsitzenden in Rüsselsheim wurde. Ab 1. Juli 1984 war Herke Generaldirektor von General Motors Spanien.
Von Februar 1986 bis März 1989 war er Vorstandsvorsitzender der Adam Opel AG, Nachfolger wurde Louis R. Hughes.
| Personendaten    | Personendaten              |
| ---------------- | -------------------------- |
| NAME             | Herke, Horst W.            |
| KURZBESCHREIBUNG | deutscher Industriemanager |
| GEBURTSDATUM     | 2. Dezember 1931           |
| GEBURTSORT       | Mainz                      |
| STERBEDATUM      | 23. Oktober 2022           |
| STERBEORT        | Mainz                      |